# Suchet (1893)
Suchet byl chráněný křižník druhé třídy francouzského námořnictva. Ve službě ve francouzském námořnictvu byl v letech 1894–1906.

## Stavba
Křižník postavila loděnice Arsenal de Toulon v Toulonu. Původně měl být sesterskou lodí předcházejícího křižníku Davout. Oproti němu měl prodloužený trup. Stavba byla zahájena v říjnu 1887. Dne 10. srpna 1893 byl křižník spuštěn na vodu a roku 1894 byl přijat do služby.

## Konstrukce

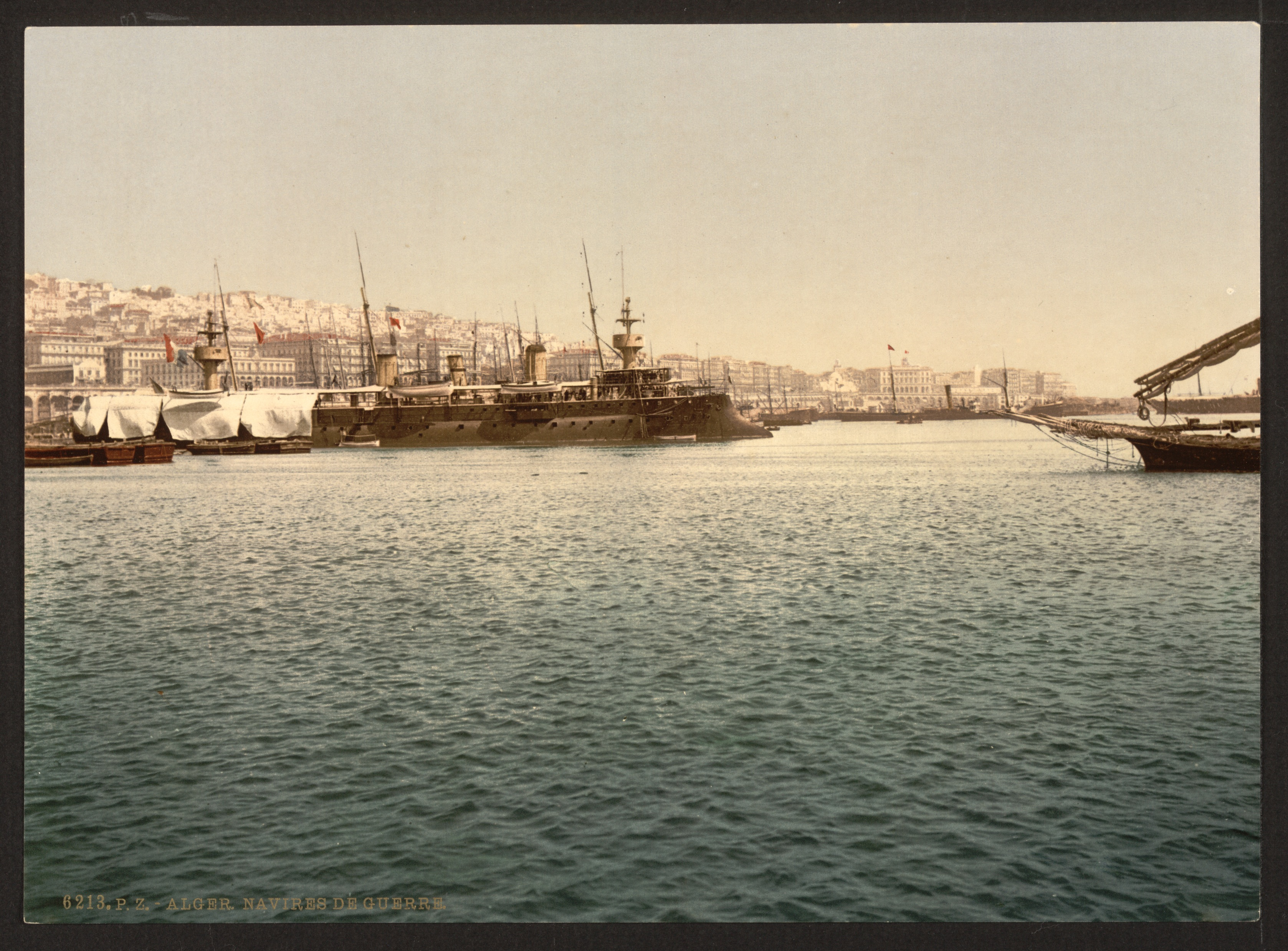
Suchet kotvící v Alžíru

Příď byla opatřena klounem. Pancéřování bylo ocelové. Paluba měla sílu 80 mm s konci silnými 100 mm. Hlavní výzbroj tvořilo šest 165mm/30 kanónů M1884. Jeden byl na přídi, druhý na zádi a čtyři se nacházely na sponsonech na horní palubě. Doplňovaly je čtyři 100mm kanóny M1881, osm 47mm kanónů Hotchkiss, osm 37mm kanónů a sedm 450mm torpédometů. Oba stožáry byly osazeny marsy (později odstraněny). Pohonný systém tvořilo 24 kotlů Belleville a dva parní stroje o výkonu 9500 hp, roztáčející dva lodní šrouby. Spaliny odváděly dva komíny. Nejvyšší rychlost dosahovala 20,4 uzlu. Dosah byl 4000 námořních mil při rychlosti deset uzlů.